# Parafia św. Jakuba Starszego Apostoła w Lubszy
Parafia św. Jakuba Starszego Apostoła w Lubszy – parafia rzymskokatolicka w metropolii katowickiej, diecezji gliwickiej, dekanacie woźnickim.

## Inwestycje w parafii od 2000 roku
Kompleks sakralny zawiera ogród, w którym znajduje się scena, wykorzystywana podczas uroczystości w parafii. Przy cmentarzu w końcu XX w. wybudowano kaplicę pogrzebową pw. Zmartwychwstania Pańskiego. Alejki cmentarne zostały wybrukowane oraz oświetlone latarniami energooszczędnymi. Obecnie kościół jest wyremontowany i posiada ogrzewanie podłogowe wykorzystujące pompę ciepła, pobierającą ciepło z wnętrza ziemi. Posiada także kolektory słoneczne pobierające energię z promieni słonecznych. Budynek w całości jest oświetlony lampami energooszczędnymi. Elewacja oraz wnętrze zostały odrestaurowane. W roku 2003 przy okazji instalacji ogrzewania podłogowego wymieniono wszystkie ławki. W roku 2007 plac przed kościołem i drogi procesyjne zostały wyłożone kostką granitową. W roku 2009 wybrukowano także plac przy plebanii, który uzyskał formę „ronda” z dróżkami dojazdowymi, gdzie w 2012 r. wybudowano grotę Matki Boskiej z Lourdes. W roku 2013 dokonano renowacji i powiększenia o nowe głosy zabytkowych organów. Od tego czasu odbywają się cykliczne koncerty organowe. W roku 2014 wyremontowano zabytkowy mur wokół cmentarza oraz ustawiono nowe ławki na chórze. W roku 2015 rozpoczęto renowację elewacji kościoła, którą zakończono w kolejnym roku. W roku 2016 wyremontowano scenę w ogrodzie parafialnym oraz odnowiono elewację zabytkowej plebanii. Wyremontowano także salkę parafialną „U Świętego Jakuba”.

## Proboszczowie
- ks. Edward Broll (1858 – 1901)
- ks. Karol Feicke (1901 – 1931)
- ks. Jan Osiewacz (1932 – 1935)
- ks. Michał Brzoza (1935 – 1968)
- ks. Franciszek Kasperczyk (1968 – 1971)
- ks. Stefan Kornas (1971 – 1972)
- ks. Bolesław Jakubczyk (1972 – 1979)
- ks. Joachim Dziadzko (1979 – 1989)
- ks. Lucjan Kolorz (1989 – 2020)
- ks. Rudolf Badura (2020 – nadal)

## Zasięg parafii
Do parafii należą wierni z miejscowości: Lubsza, Czarny Las, Drogobycza, Smolana Buda, Górale, Skrzesówka, Kamienica, Ligota Woźnicka, Niegolewka, Okrąglik i Piasek.